# Juan de Borja Llançol de Romaní
Pour les articles homonymes, voir Llançol, Borja et Romani (homonymie).
Juan de Borja Llançol de Romaní, el menor, le cardinale de Santa Maria in Via Lata, le cardinal de Valencia ou le cardinal Borgia (né en 1470 Valence en Espagne, et mort à Fossombrone le 17 janvier 1500) est un cardinal espagnol du XVe siècle. 
Il est de la famille Borja, arrière-petit-neveu du pape Calixte III, petit-neveu du pape Alexandre VI, cousin du cardinal Juan de Borja Lanzol de Romaní, el mayor (1492), frère du cardinal Pedro Luis de Borja Lanzol de Romaní (1500) et un cousin du cardinal Cesare Borgia (1493).

## Biographie
Borja est doyen du chapitre de Valencia, gouverneur de Spolète et protonotaire apostolique. Il est élu évêque de Melfi en 1493. En 1495 il est nommé gouverneur de Pérouse et il est nonce apostolique à Naples (en). Borja est archevêque de Capoue en 1496-1498.
Son oncle, le pape Alexandre VI le crée cardinal lors du consistoire du 9 février 1496. Le cardinal de Borja est nommé légat apostolique en Pérouse et Ombrie. En 1499 il est nommé administrateur apostolique de l'archidiocèse de Valence.